# Gol do Século

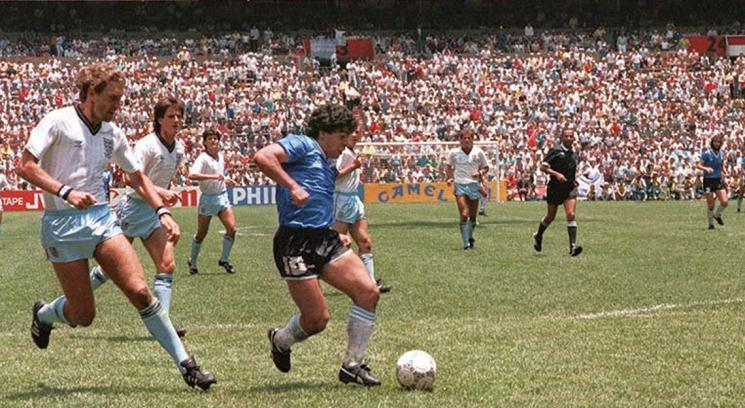
Maradona, segundos antes de driblar o goleiro e marcar O Gol do Século durante partida contra a Inglaterra na Copa do Mundo FIFA de 1986.

O Gol do Século, também conhecido como "O gol mais bonito da história das Copas do Mundo", foi um prêmio dado pela FIFA ao gol mais bonito da história das Copas. O gol mais bonito foi decidido através de uma votação na internet durante a Copa do Mundo de 2002.

## Votação
Durante a Copa do Mundo de 2002, uma votação foi realizada por seis semanas para definir o melhor gol da história das Copas do Mundo.
A votação foi realizada pelo site FIFAworldcup.com e pela marca de cerveja Budweiser, com um total de 341.460 eleitores de mais de 150 países.

### Ranking
| Ranking | Marcado por           | Partida                         | Copa do Mundo              | Qtde Votos   |
| ------- | --------------------- | ------------------------------- | -------------------------- | ------------ |
| 01.     | Diego Maradona        | Argentina x Inglaterra          | Copa do Mundo FIFA de 1986 | 18.062 votos |
| 02.     | Michael Owen          | Inglaterra x Argentina          | Copa do Mundo FIFA de 1998 | 10.631 votos |
| 03.     | Pelé                  | Brasil x Suécia                 | Copa do Mundo FIFA de 1958 | 9.880 votos  |
| 04.     | Diego Maradona        | Argentina x Bélgica             | Copa do Mundo FIFA de 1986 | 9.642 votos  |
| 05.     | Gheorghe Hagi         | Romênia x Colômbia              | Copa do Mundo FIFA de 1994 | 9.297 votos  |
| 06.     | Saeed Al-Owairan      | Arábia Saudita x Bélgica        | Copa do Mundo FIFA de 1994 | 6.756 votos  |
| 07.     | Roberto Baggio        | Itália x Tchecoslováquia        | Copa do Mundo FIFA de 1990 | 6.694 votos  |
| 08.     | Carlos Alberto Torres | Brasil x Itália                 | Copa do Mundo FIFA de 1970 | 5.388 votos  |
| 09.     | Lothar Matthäus       | Alemanha Ocidental x Iugoslávia | Copa do Mundo FIFA de 1990 | 4.191 votos  |
| 10.     | Enzo Scifo            | Bélgica x Uruguai               | Copa do Mundo FIFA de 1990 | 2.935 votos  |

## O gol
O jogo estava 1 a 0 para Argentina, após Diego Maradona marcar o famoso gol "La Mano de Dios". Aos 6 minutos do segundo tempo, enquanto a Argentina trocava passes em seu campo de defesa, Maradona pediu a bola, e a receberia ainda de costas para o campo inglês. Numa finta, deixou o primeiro rival para trás, e depois ainda passou por mais dois na corrida (Reid e Fenwick), driblando também o goleiro Peter Shilton, antes de marcar o segundo gol argentino, 10 segundos após receber o passe. "Parecia que eu estava em câmera lenta, correndo contra o vento... foi um lance de gênio", confessou Peter Reid, anos mais tarde.
O gol ficou marcado também pela narração do uruguaio Víctor Hugo Morales, que, narrando o gol, chama Maradona de gênio do futebol e, aos prantos, agradeceu a Deus por poder apreciar aquele espetáculo.
| “ | ""Maradona tem a bola, marcado por dois. Pisa na bola Maradona, arranca pela direita o gênio do futebol mundial... Deixa os adversários pra trás e vai tocar para Burruchaga… Sempre Maradona! Gênio! Gênio! Gênio!... tá-tá-tá-tá... Goooool! Me perdoem, quero chorar! Deus santo! Viva o futebol! Golaço! Maradona em uma corrida memorável, na jogada de todos os tempos! Serpente cósmica, de qual planeta você veio? Para deixar tantos ingleses pelo caminho? Para que o país em um só punho apertado esteja gritando pela Argentina! Graças a Deus pelo Futebol. Graças a Deus por essas lágrimas. Graças a Deus por Argentina 2 Inglaterra 0." | ” |

Em janeiro de 2014, uma divulgação de um vídeo, com imagens em um ângulo até então inéditas, feita pelo jornal argentino La Nación e reproduzido no site do Boca Juniors, tira uma dúvida histórica: ao tentar cortar a bola, o defensor da Inglaterra teria feito gol contra, ou a bola foi chutada a gol por Maradona? No vídeo, é possível perceber que Maradona realmente chuta a bola a gol. O vídeo foi gravado por uma câmera instalada atrás do gol defendido pela Inglaterra – até então, o lance só podia ser visto pela gravação daquela partida.
| “ | "É o maior gol da história das Copas pelo contexto histórico, já que a Guerra das Malvinas tinha acontecido anos antes. Era um jogo muito esperado. Maradona consegue ser o autor do gol mais bonito e do mais polêmico, de mão, que ficou conhecido como "La Mano de Dios"." | ” |

### Análise do gol
No dia 18 de maio de 2014, foi ao ar uma reportagem do programa Esporte Espetacular, da TV Globo, em que o físico Marcos Duarte destrinchou a jogada do segundo gol fazendo uso da tecnologia. Segundo ele, no total, Maradona correu 55 metros (40% da distância média que os jogadores percorrem com a bola em um jogo inteiro) e deu 11 toques na bola (sempre com a perna esquerda). No lance, o craque percorreu esses 55 metros em sete segundos, o que dá uma velocidade média de 29 km/h (nessa distância, um bom velocista do atletismo profissional alcança a média de 35 km/h). Além disso, foi possível identificar que a bola ficou no máximo a dois metros de distância dos pés de Maradona (que foi no início do lance). E do momento em que invadiu o campo adversário até o chute para o gol, “El Pibe” não deixou a bola fugir nem um metro de seu corpo.

## Outros prêmios
- Em 2002, o canal Channel 4, da Inglaterra, fez uma enquete dos 100 maiores momentos do Esporte (100 Greatest Sporting Moments). Este gol do Maradona ficou na 6ª posição.[13]
- No dia 21 de dezembro de 2012, o jornal esportivo italiano La Gazzetta dello Sport divulgou uma lista, elaborada pelos jornalistas do periódico, na qual esse gol do Maradona foi eleito o gol mais bonito da história do futebol.[14]

## Curiosidades
- Existe uma camisa comemorativa deste gol. Nela, está escrito "Goal of the century".
- Este não foi o gol que Don Diego considerou o mais bonito de sua carreira, e sim um que ele fez num jogo amistoso realizado em 19 de fevereiro de 1980, na Colômbia, quando o então jovem Maradona defendia o Argentinos Juniors.[15] Nas imagens, divulgadas apenas no dia 23 de agosto de 2013, é possível ver Maradona, com apenas 19 anos, recebendo na intermediária e driblando quatro marcadores antes de balançar as redes.[16]